# Madhjamaka

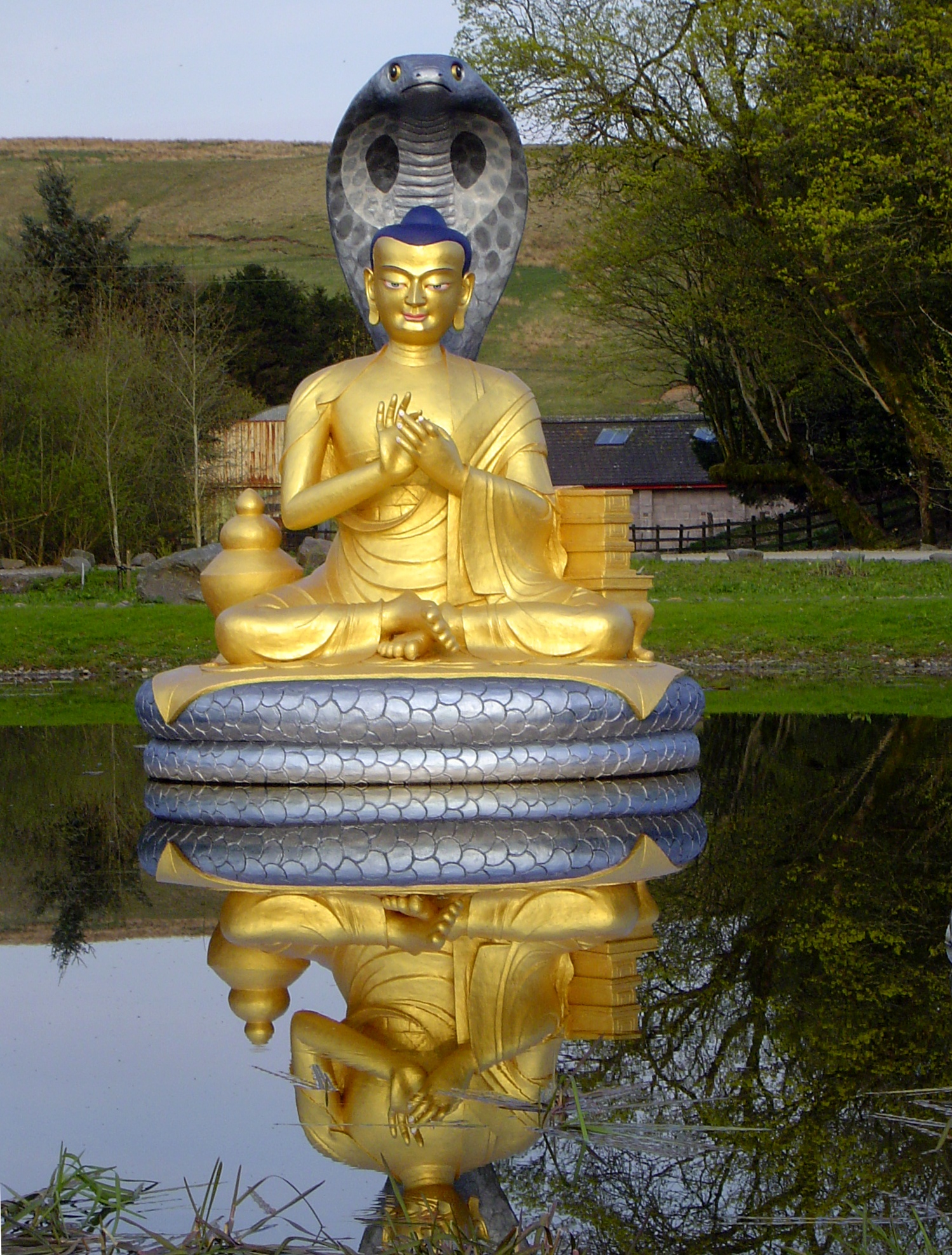
Socha zakladatele madhjamaky Nágárdžuny ve skotském klášteře Samye Ling.

Madhjamaka (sanskrtsky: मध्यमक) neboli Střední cesta je název jedné ze dvou filozofických škol buddhismu mahájány. Za zakladatele madhjamaky je tradičně označován Nágárdžuna, indický filozof žijící ve 2. století a jedna z nejdůležitějších postav buddhismu, zahrnul v madhjamace esenci nauk, které Buddha předal v učení druhého cyklu, neboli nauk mahájány (druhé roztočení kola nauky). Stoupenci a vyznavači školy madhjamaka se nazývají madhjamika. Konkurenční školou madhjamaky v rámci mahajánového buddhismu je jógačára, založená indickým učencem ze 4. století Asangou.

## Představitelé madhjamaky
Mezi známé představitele madhjamaky nepatří pouze Nágárdžuna, ale také mnoho dalších významných buddhistických učenců, jimž bylo učení této školy blízké, i když se mnohdy rozcházeli v chápání určitých pojmů.

### Nágárdžuna
Nágárdžuna je považován za zakladatele madhjamaky, avšak je možné, že toto učení mohlo existovat již dříve. O jeho životě není mnoho informací, většina zpráv o něm pochází pouze z legend. Nágárdžunův hlavní text Pojednání o Střední cestě neboli Madhjamakakáriká je nedůležitějším a stěžejním dílem pro vyznavače této školy. Dílo se jako jedno z mála dochovalo v sanskrtu a stále budí velký rozruch. Nágárdžuna v něm pojednává o střední cestě mezi existencí a neexistencí. V tomto díle vychází z nauk Buddhy o závislém vznikání (pratítjasamutpáda), které dává do souvislosti s prázdnotou (šúnjata).
Nágárdžuna ve svém učení také vychází z pradžňápáramitových súter, především z nauky o vesmírné prázdnotě.

### Arjadéva
Arjadéva, zkráceně někdy nazýván pouze Déva, byl Nágárdžunův žák a buddhistický myslitel. Z jeho vlastního díla se dochovaly pouze zlomky děl v sanskrtu a pár spisů v tibetských a čínských překladech. Jeho nejvýznamnější dílo je Čatuhšatakakáriká (Čtyři sta strof). Většina jeho děl měla charakter komentářů ke stěžejním Nágárdžunovým textům. Byl zavražděn odpůrci buddhismu.

### Buddhapálita a Bhávavivéka
Jedná se o dva učence působící v 7. století, díky nimž došlo k rozštěpení školy madhjamaky na dvě další sekty, a to prásangiku a svátantriku.

### Čandrakírti
Čandrakírti patří mezi další indické myslitele a představitele madhjamaky, působící v 7. století. Věnoval se především psaní komentářů k Nágárdžunovým a také Arjadévovým textům. Napsal však i dva významné spisy Prasannapada (Jasná stopa) a Madhjamakávatára. Pro Tibeťany je jednou z nejdůležitějších postav madhjamaky hned po Nágárdžunovy. Čándrakírti je také zástupcem odštěpené větve madhjamaky prásangiky.

### Šantidéva
Působil v 7. – 8. století, kdy se věnoval studiu prásangiky. Napsal jednu z nejslavnějších poem Bódhičarjávatára či díla Soubor naučení a Soubor poučení.

## Školy madhjamaky
Madhjamaka jako taková zůstala jednotná téměř tři staletí. Poté se však díky postojům dvou učenců Buddhapálity a Bhávavivéky rozdělila na dvě sekty.

### Svátantrika
Zakladatelem této odnože madhjamaky byl Bhávavivéka. Škola staví na pozitivní dialektice a na myšlenkách nezávislých na jeho předchůdcích a protivnících. Svátantričtí madhjamikové zastávají stanovisko, že všechny věci v důsledku postrádají vlastní bytnost (svabhávu).
Svátantrika se poté ještě dále rozdělila na další dvě větve, a to sautrántika-svátantriky a jógačára-svátantriky.

### Prásangika
Prásangu (Školu těsných souvislostí) založil učenec Buddhapálita. Jedná se o výrazně oportunistickou školu, založenou na negativní argumentaci. Škola je také známá praktikováním metody reductio ad absurdum (dotažení až do absurdního konce). Zástupcem této školy byl například i Čándrakírti.

## Učení

### Prázdnota
Jedním z nejdůležitějších termínů madhjamaky je prázdnota (šúnjatá). Stoupenci této školy věří v nepřítomnost "já" ve všech věcech a prázdnotu. Tvrdí, že mysl musí poznat prázdnotu, aby mohla zničit tři kořeny zla (nevědomost, chtivost a nenávist) a karmické důvody, které z nich vyplývají a zabraňují vymanění se ze samsáry. Madhjamaka zastává názor, že si věci představujeme, jakoby existovaly samy o sobě. Avšak když si vezmeme např. židli a ukážeme na ni, stojí před námi židle, ale pokud ji rozebereme na části, žádná z těchto částí není sama o sobě židlí. Z toho tudíž vyplývá, že židle je nepřítomná a její nepřítomnost je dána její prázdnotou. Věci totiž neexistují samy o sobě, protože vznikají v závislosti na sobě (podmíněné vznikání) a jsou tedy jen průsečíky vzájemných vztahů.
Madhjamaka tedy tvrdí, že pokud podrobíme rozboru jakoukoli věc či jev, odhalíme, že ji nelze najít, tudíž je vše prázdné (šúnja), dokonce i prázdnota (šúnjata). Nágárdžuna také tvrdí, že vše existuje pouze skrze svůj protiklad a v důsledku je tedy vše relativní, nereálné a prázdné.

### Koncept dvojí pravdy
Nágárdžunův koncept dvojí pravdy říká, že existují dva druhy pravdy. Prvním je pravda relativní, na této úrovni je možné tvrdit, že něco existuje (např. zmíněná židle). Druhou pravdou je pravda absolutní či konečná. V tomto bodě zjišťujeme, že tvrzení o tom, že něco existuje nebo neexistuje je chybné, protože daná věc nemá své vlastní bytí (nisvabháva). Konečná pravda je tudíž v prázdnotě.